# 勍香镇
勍香镇，是中华人民共和国山西省临汾市汾西县下辖的一个乡镇级行政单位。

## 行政区划
勍香镇下辖以下地区：
勍香村、新安村、堡落村、北沙堰村、西村、回城村、胡峰村、半沟村、暖泉头村、杨木山村、郭家庄村、它支村、云城村、罗殿村、成家庄村、山底村、师家崖村和裴阁村。